# 拟大豆属
拟大豆属（学名：Ophrestia）是蝶形花科下的一个属，为草本、亚灌木或灌木植物。该属共有12种，分布于热带非洲和亚洲。

## 下属物种
- 羽叶拟大豆 Ophrestia pinnata